# Nabatia
Nabatia (em árabe: النبطية; romaniz.: Nabatiya) é uma cidade ao localizada no sul do  Líbano. Situação aproximadamente nas coordenadas 33° 21' 50" N 35° 29' 15" E.